# Zavattarello
Zavattarello ist eine norditalienische Gemeinde mit 891 Einwohnern (Stand 31. Dezember 2023) in der Provinz Pavia in der Lombardei. Die Gemeinde liegt etwa 37 Kilometer südsüdöstlich von Pavia am Tidone in der Oltrepò Pavese und grenzt an die Provinz Piacenza.
Zavattarello ist Mitglied der Vereinigung I borghi più belli d’Italia (Die schönsten Orte Italiens). 

## Geschichte
In einem Dokument Ottos I. wird der Ort erstmals (971/972) urkundlich erwähnt. Alsbald gelangt die Gegend unter den Herrschaftsbereich des Bistums von Bobbio.

## Verkehr
Durch die Gemeinde führt die frühere Strada Statale 412 della Val Tidone (heute eine Provinzstraße) von Opera bei Mailand nach Bobbio.